# Markwart d'Eppenstein
Markwart d'Eppenstein, né vers 1010/1020 et mort 1076, est d'abord comte dans le Viehbachgau en Bavière puis, en 1039, comte en Carinthie. Il est nommé margrave d'Istrie en 1070 et enfin duc de Carinthie en 1073, succédant à Berthold de Zähringen.

## Biographie
Markwart est issu d'une lignée originaire d'Eppenstein en Styrie, il est le fils aîné d'Adalbéron Ier d'Eppenstein et de Beatrice de Souabe, une fille du duc Hermann II, de la famille des Conradiens. Son père avait été nommé margrave de Styrie (« sur la Mur ») vers l'an 1000 et duc de Carinthie en 1012. Toutefois, il perd ses fiefs possédés à la suite d'une dispute avec l'empereur Conrad II le Salique.
En 1039, après la mort de l'empereur Conrad II, les domaines et titres de la maison d'Eppenstein qui avait été confisqués depuis 1035 leur sont partiellement restitués par son successeur Henri III et Markwart (IV) devient comte en Carinthie. En 1070 il devient margrave d'Istrie et participe en 1072 à l'offensive de l'empereur Henri IV du Saint-Empire contre les Hongrois. Après la retraite du duc Berthold de Zähringen soutenant la révolte des Saxons fin 1072, il administre le duché de Carinthie. En 1074 il devient avoué du Patriarcat d'Aquilée, entre-temps il a été également nommé avoué de Brixen (Bressanone) en 1067.
Markwart fonde le l'abbaye de Sankt Lambrecht en Styrie, dont il assume aussi l'avouerie avant de mourir en 1076. Le duc et son épouse Liutbirg sont selon la tradition de Sankt Lambrecht inhumés dans l'église de Saint-Martin de Greut (Greith), à l'est de Neumarkt où Liutbirg a fondé un monastère de femmes.

## Union et postérité
Markwart épouse vers 1045/50 Liutbirg, fille du comte Liutold II de Plain, († avant 1103) dont:
- Frédéric († avant 1065) ;
- Markwart († avant 16 juin 1076) ;
- Liutold (né vers 1045/50 - † 12 mai 1090) ;
- Henri III (né vers 1050 - † 4 décembre 1122) ; margrave d'Istrie puis duc de Carinthie ;
- Ulrich († 21 décembre 1121), Abbé de Saint-Gall (1077), Patriarche d'Aquilée (1086-1121) ;
- Hermann (né vers 1055 - † 1087), évêque « intrus » de  Passau (1085–1087).

## Sources
- (en) Markwart IV sur le site Medieval Lands.

- (de) Cet article est partiellement ou en totalité issu de l’article de Wikipédia en allemand intitulé « Markwart IV. » (voir la liste des auteurs), édition du 3 mai 2014.